# Hot R&B/Hip-Hop Songs
La Hot R&B/Hip-Hop Songs è una classifica settimanale di singoli R&B ed hip hop stilata dal settimanale statunitense Billboard.
La classifica, ideata nel 1942, è usata per determinare il successo di canzoni pop nelle aree urbane e soprattutto nelle aree a maggioranza afroamericana. Dominata negli anni da pezzi jazz, R&B, rock and roll, doo-wop, soul e funk, alle prime posizioni attualmente si osservano moltissimi pezzi di R&B contemporaneo ed hip hop.
La lista è calcolata settimanalmente dai passaggi in radio e dalla vendita dei singoli.

## Denominazioni
| Periodo                       | Nome                             |
| ----------------------------- | -------------------------------- |
| Ottobre 1942 – Febbraio 1945  | The Harlem Hit Parade            |
| Febbraio 1945 – Giugno 1949   | Race Records                     |
| Giugno 1949 – Ottobre 1958    | Rhythm & Blues Records           |
| Ottobre 1958 – Ottobre 1962   | Hot R&B Sides                    |
| Novembre 1962 – Novembre 1963 | Hot R&B Singles                  |
| Novembre 1963 – Gennaio 1965  | -                                |
| Gennaio 1965 – Agosto 1969    | Hot Rhythm & Blues Singles       |
| Agosto 1969 – Luglio 1973     | Best Selling Soul Singles        |
| Luglio 1973 – giugno 1982     | Hot Soul Singles                 |
| Luglio 1982 – Ottobre 1990    | Hot Black Singles                |
| Ottobre 1990 – Gennaio 1999   | Hot R&B Singles                  |
| Gennaio – Dicembre 1999       | Hot R&B Singles & Tracks         |
| Dicembre 1999 – Aprile 2005   | Hot R&B/Hip-Hop Singles & Tracks |
| Aprile 2005 – presente        | Hot R&B/Hip-Hop Songs            |

## Record

### Canzoni con il maggior numero di settimane in classifica
| Settimane | Brano                    | Artista                           | Note   |
| --------- | ------------------------ | --------------------------------- | ------ |
| 89        | Sure Thing               | Miguel                            |        |
| 75        | Be Without You           | Mary J. Blige                     | [ 7 ]  |
| 74        | God In Me                | Mary Mary                         | [ 8 ]  |
| 73        | On the Ocean             | K-On!                             | [ 9 ]  |
| 71        | You Make Me Wanna        | Usher                             |        |
| 71        | There Goes My Baby       | Usher                             |        |
| 70        | Stop in the Name of Love | R. Kelly                          | [ 10 ] |
| 66        | Blinding Lights          | The Weeknd                        |        |
| 63        | In My Bed                | Dru Hill                          |        |
| 60        | Too Close                | Next                              |        |
| 59        | Pretty Wings             | Maxwell                           | [ 11 ] |
| 59        | Un-Thinkable (I'm Ready) | Alicia Keys                       | [ 12 ] |
| 59        | Sure Things              | Miguel                            |        |
| 58        | When I See U             | Fantasia                          |        |
| 58        | Teachme                  | Musiq Soulchild                   |        |
| 58        | Love on Top              | Beyoncé                           | [ 13 ] |
| 56        | If I Ain't Got You       | Alicia Keys                       |        |
| 56        | Lost Without U           | Robin Thicke                      |        |
| 56        | Until the End of Time    | Justin Timberlake & Beyoncé       | [ 14 ] |
| 55        | Heaven Sent              | Keyshia Cole                      | [ 15 ] |
| 55        | Spotlight                | Jennifer Hudson                   |        |
| 55        | Drank in My Cup          | Kirko Bangz                       | [ 16 ] |
| 55        | Adorn                    | Miguel                            |        |
| 54        | Stay                     | Tyrese Gibson                     | [ 17 ] |
| 54        | Thrift Shop              | Macklemore & Ryan Lewis           |        |
| 52        | We Belong Together       | Mariah Carey                      | [ 18 ] |
| 52        | Up!                      | Love Ranch feat. Iamsu! & 50 Cent | [ 16 ] |
| 52        | Thinkin Bout You         | Frank Ocean                       | [ 19 ] |
| 52        | Can't Hold Us            | Macklemore & Ryan Lewis           |        |
| 52        | All of Me                | John Legend                       |        |

### Canzoni con il maggior numero di settimane alla prima posizione
| Settimane | Brano                             | Artista                                     | Note   |
| --------- | --------------------------------- | ------------------------------------------- | ------ |
| 26        | Luther                            | Kendrick Lamar & SZA                        | [ 20 ] |
| 22        | Not like Us                       | Kendrick Lamar                              | [ 21 ] |
| 21        | Kill Bill                         | SZA                                         | [ 22 ] |
| 20        | Old Town Road                     | Lil Nas X & Billy Ray Cyrus                 | [ 2 ]  |
| 18        | The Honeydrippers (Parts 1 & 2)   | Joe Higgins                                 | [ 3 ]  |
| 18        | Choo Choo Ch'Boogie               | Louis Jordan and His Tympany Five           | [ 3 ]  |
| 18        | One Dance                         | Drake feat. Wizkid & Kyla                   | [ 23 ] |
| 18        | Industry Baby                     | Lil Nas X & Jack Harlow                     | [ 3 ]  |
| 17        | Ain't Nobody Here but Us Chickens | Louis Jordan and His Tympany Five           | [ 3 ]  |
| 16        | Hey! Ba-Ba-Re-Bop                 | Lionel Hampton and His Orchestra            | [ 3 ]  |
| 16        | Blurred Lines                     | Robin Thicke feat. T.I. & Pharrell Williams | [ 24 ] |
| 15        | Trouble Blue                      | Charles Brown                               | [ 3 ]  |
| 15        | Be Without You                    | Mary J. Blige                               | [ 24 ] |
| 14        | Don't Cry Baby                    | Erskine Hawkins and His Orchestra           | [ 3 ]  |
| 14        | Boogie Woogie Blue Plate          | Louis Jordan and His Tympany Five           | [ 3 ]  |
| 14        | The Huckle-Buck                   | Paul Williams and His Hucklebucklers        | [ 3 ]  |
| 14        | Black Night                       | Charles Brown                               | [ 3 ]  |
| 14        | Sixty Minute Man                  | The Dominoes                                | [ 3 ]  |
| 14        | The Things That I Used to Do      | Guitar Slim                                 | [ 3 ]  |
| 14        | Nobody's Supposed to Be Here      | Deborah Cox                                 | [ 24 ] |
| 14        | We Belong Together                | Mariah Carey                                | [ 24 ] |
| 14        | Blame It                          | Jamie Foxx & T-Pain                         | [ 24 ] |
| 14        | Pretty Wings                      | Maxwell                                     | [ 24 ] |
| 14        | Diamonds                          | Rihanna                                     | [ 24 ] |
| 14        | Thrift Shop                       | Macklemore & Ryan Lewis                     | [ 24 ] |
| 14        | See You Again                     | Wiz Khalifa & Charlie Puth                  | [ 25 ] |
| 14        | Rockstar                          | Post Malone & 21 Savage                     |        |
| 13        | Pink Champagne                    | Joe Liggins and His Honeydrippers           | [ 3 ]  |
| 13        | Honky Tonk                        | Bill Doggett                                | [ 3 ]  |
| 13        | Can't Be Friends                  | Trey Songz                                  | [ 24 ] |
| 13        | The Monster                       | Eminem & Rihanna                            |        |
| 13        | Fancy                             | Iggy Azalea & Charli XCX                    |        |

### Artisti con il maggior numero di prime posizioni
| Brani | Artista         | Note   |
| ----- | --------------- | ------ |
| 23    | Drake           | [ 26 ] |
| 20    | Aretha Franklin | [ 27 ] |
| 20    | Stevie Wonder   | [ 28 ] |
| 17    | James Brown     | [ 29 ] |
| 16    | Janet Jackson   | [ 30 ] |
| 15    | The Temptations | [ 31 ] |
| 13    | Marvin Gaye     | [ 32 ] |
| 13    | Michael Jackson | [ 33 ] |
| 13    | Usher           | [ 34 ] |

### Artisti con il maggior numero di esordi nella classifica
| Brani | Artista     | Note   |
| ----- | ----------- | ------ |
| 279   | Drake       | [ 26 ] |
| 198   | Lil Wayne   | [ 35 ] |
| 150   | Jay-Z       | [ 36 ] |
| 146   | Kanye West  | [ 37 ] |
| 122   | Chris Brown | [ 38 ] |
| 118   | Nicki Minaj | [ 39 ] |